# 曾满军
曾满军（1974年—），广东龙川人，汉族，中华人民共和国政治人物、第十一届全国人民代表大会解放军代表。
毕业于哈尔滨理工大学导弹控制专业，是中共党员。担任第二炮兵某部技术营营长。2008年起担任全国人大代表。